# Bellator 218
Bellator 218: Sanchez vs. Karakhanyan 2 è stato un evento di arti marziali miste tenuto dalla Bellator MMA il 22 marzo 2019 al WinStar World Casino di Thackerville negli Stati Uniti.

## Risultati
|                   | Divisione              |                    |           |                    | Metodo                                  | Round     | Tempo     | Premio    |
| Main Card         | Main Card              | Main Card          | Main Card | Main Card          | Main Card                               | Main Card | Main Card | Main Card |
| ----------------- | ---------------------- | ------------------ | --------- | ------------------ | --------------------------------------- | --------- | --------- | --------- |
|                   | Pesi piuma             | Emmanuel Sanchez   | batte     | Georgi Karakhanyan | Decisione unanime (29–28, 29–28, 29–28) | 3         | 5:00      |           |
|                   | Pesi massimi           | Valentin Moldavsky | batte     | Linton Vassell     | Decisione unanime (29–27, 29–27, 29–27) | 3         | 5:00      |           |
|                   | Pesi medi              | Anatoly Tokov      | batte     | Gerald Harris      | Sottomissione (guillotine choke)        | 2         | 0:37      |           |
|                   | Pesi medi              | Norbert Novenyi    | batte     | William Lavine     | Sottomissione (arm-triangle choke)      | 2         | 4:05      |           |
| Card Preliminare  |                        |                    |           |                    |                                         |           |           |           |
|                   | Catchweight (130 lbs.) | Deborah Kouzmin    | batte     | Ky Bennett         | Decisione unanime (30–27, 30–27, 30–27) | 3         | 5:00      |           |
|                   | Pesi medi              | Johnny Eblen       | batte     | Chauncy Foxworth   | Decisione unanime (30–27, 30–27, 30–27) | 3         | 5:00      |           |
|                   | Pesi piuma             | John Macapa        | batte     | Kevin Croom        | Decisione unanime (30–26, 29–27, 30–26) | 3         | 5:00      |           |
|                   | Pesi medi              | Jordan Newman      | batte     | Joseph Holmes      | Decisione unanime (30–27, 29–28, 29–28) | 3         | 5:00      |           |
|                   | Pesi leggeri           | Vladimir Tokov     | batte     | Ryan Walker        | Decisione unanime (29–28, 29–28, 29–28) | 3         | 5:00      |           |
|                   | Pesi mosca femminili   | Victoria Leonardo  | batte     | Malin Hermansson   | Sottomissione (armbar)                  | 1         | 4:49      |           |
| Card Postliminare |                        |                    |           |                    |                                         |           |           |           |
|                   | Pesi leggeri           | Nation Gibrick     | batte     | Nicholas Page      | Sottomissione (rear-naked choke)        | 1         | 3:14      |           |
|                   | Pesi gallo             | Isaiah Gutierrez   | batte     | Aaron Vickers      | Decisione unanime (30–27, 30–26, 30–26) | 3         | 5:00      |           |
|                   | Pesi leggeri           | Luis Erives        | batte     | Craig Fairley      | KO tecnico (pugni)                      | 2         | 2:40      |           |